# إد حماد أوبراهيم (سيدي عبد الله أو بلعيد)
إد حماد أوبراهيم هي إحدى مشيخات المملكة المغربية، تتبع جغرافيا لإقليم سيدي إفني وإداريًا لسيدي عبد الله أو بلعيد. يقدر عدد سكانها بـ 505 نسمة حسب الإحصاء الرسمي للسكان والسكنى لسنة 2004.